# Piston port
Il piston port è un tipo di aspirazione nei soli motori con carter pompa (generalmente motori a due tempi), esattamente come la Valvola a disco rotante o il pacco lamellare; questo tipo di valvola era usata in passato principalmente per la sua economicità. Attualmente viene utilizzato su alcuni motori agricoli di bassa Potenza.

## Funzionamento
Il piston port è chiamato così perché il pistone decide, a seconda del tipo di motore, l'aspirazione nel carter pompa.
Questa valvola è governata dall'apertura di una luce al movimento del pistone, esattamente come nei travasi del cilindro; per questa particolarità deve sempre essere posizionato sul cilindro e non può entrare direttamente nel carter come può invece avvenire con gli altri due sistemi (valvola lamellare e a disco rotante).

## Caratteristiche
In questo sistema, dato che è caratterizzato da una luce di passaggio sul cilindro e dal pistone durante il suo normale funzionamento, si ha come caratteristica unica una fase d'apertura simmetrica della luce, quindi risulta aperta in egual misura sia prima del PMS che dopo il PMS.
Questo sistema porta soprattutto, nel caso di funzionamento a bassi regimi e alla massima apertura del comando gas, ad una fuoriuscita della miscela aspirata durante la chiusura del sistema piston port; ciò perché si hanno dei tempi d'apertura della valvola molto prolungati, il che porta a un miglior riempimento volumetrico, quindi durante la riduzione del volume carter pompa (il pistone riscende verso il PMI) e con ancora la valvola piston port aperta, si può avere una maggiore pressione nel carter pompa rispetto al condotto d'alimentazione e, se l'inerzia della miscela aspirata è bassa e il tempo residuo d'apertura della valvola è elevato, si ha una fuoriuscita di una parte della miscela aspirata.
Questo inconveniente non si ha ad alti regimi sia perché con il raggiungimento del PMS da parte del pistone non si è raggiunto il riempimento del volume, che verrà progressivamente riempito durante la fase di chiusura del sistema piston port, sia per via dell'inerzia della miscela aspirata.

## Svantaggi
Questo tipo di valvola o sistema per l'immissione della miscela aria/benzina non è più utilizzato in modo abbondante sui motori perché, visto che è governato dal pistone ed è molto difficile regolarne il flusso di benzina/aria, si deve così ricorrere a fasi molto brevi di aspirazione, per evitarne un reflusso della miscela aspirata, andando così incontro a cattive carburazioni soprattutto a bassi regimi ed avere curve di potenza piuttosto ristrette ed un'erogazione violenta. Inoltre si vede spesso necessario addizionare una quantità di lubrificante abbastanza elevata (dell'ordine del 4-5%) per evitare un'usura eccessiva di gruppo termico ed imbiellaggio

## Vantaggi
Nei motori che non dovevano esprimere elevati valori di potenza e l'apertura della valvola è piuttosto breve, si sfruttano queste brevi fasi di aspirazione per una migliore facilità di carburazione, infatti data la breve fase d'aspirazione non si hanno i problemi di reflusso, anche se penalizza il riempimento ad alti regimi, inoltre il flusso d'aria risulta più vigoroso e di conseguenza vi era una migliore polverizzazione e infatti questi mezzi possono usare carburatori più semplici, rispetto ai altri sistemi d'aspirazione.